# چغک‌چینی بال‌حنایی
چغک‌چینی بال‌حنایی (نام علمی: Alcippe castaneceps) نام یک گونه از سرده چغک‌چینی است.